# Assalsjön
Assalsjön är en saltsjö i regionen Tadjourah, Djibouti i östra Afrika, innanför Tadjouraviken. Sjön ligger i Danakilöknen, 155 meter under havsytan, vilket gör den till Afrikas lägst belägna plats, och sjön tillhör därför världens yttersta platser. Sjön är 19 km lång och 7 km bred, men dess vattenstånd sjunker stadigt. Assalsjön är världens tredje saltrikaste sjö, med en salthalt upp till 40 procent. Endast Don Juan Pond och Gaet'ale Pond har en högre koncentration av salt.
Sjöbottnen utgörs av en vulkankrater, vars kägla tydligt syns vid lågvatten.